# Soye (België)

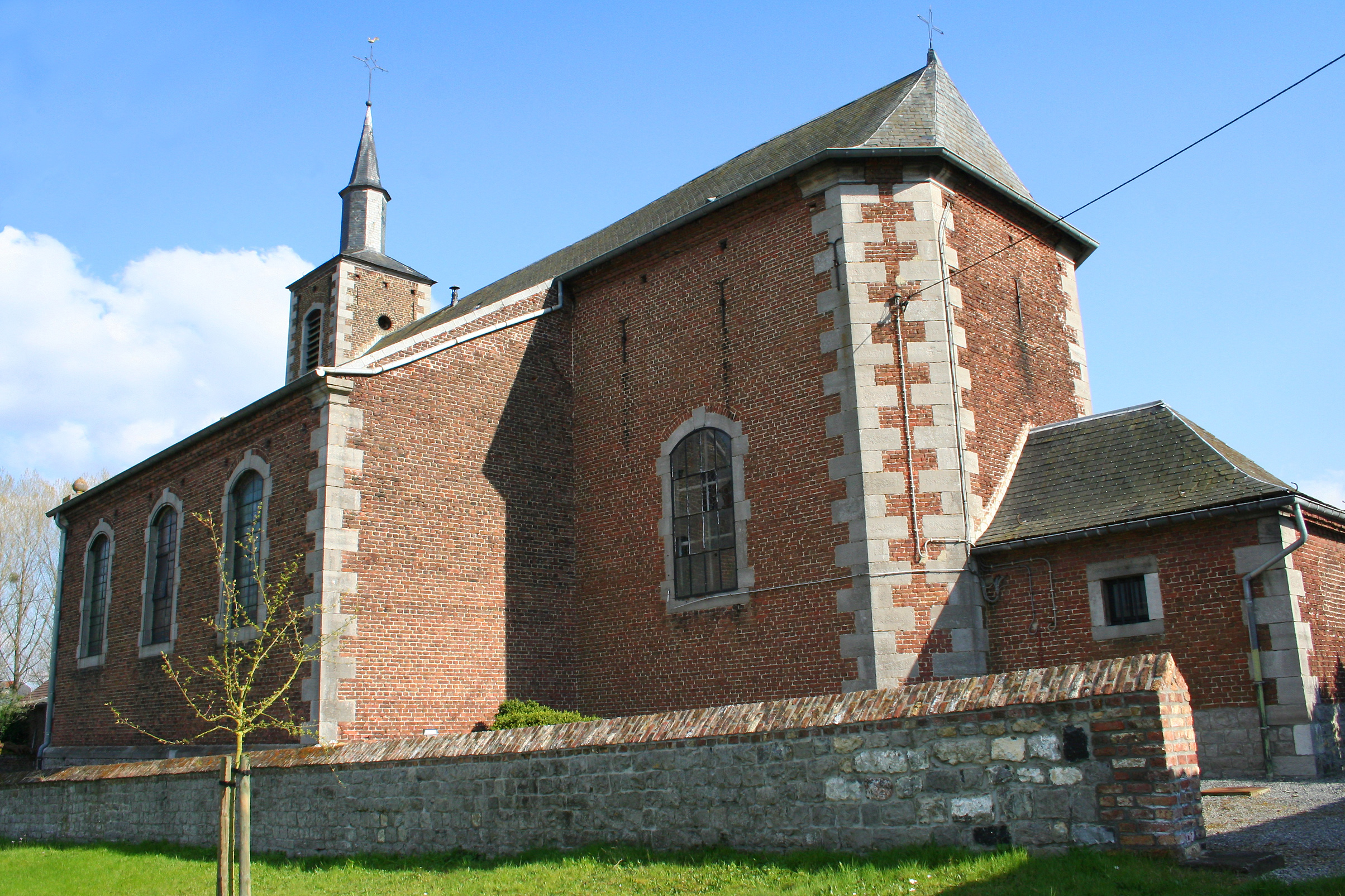
De kerk uit 1754-1755

Soye is een plaats en deelgemeente van de Belgische gemeente Floreffe in de provincie Namen, het was een zelfstandige gemeente tot aan de gemeentelijke herindeling van 1977. De parochiekerk is gewijd aan de heilige Amandus.

## Geschiedenis
De heerlijkheid van Soye behoorde achtereenvolgens aan de heren van Soye: de 't Serclaes, d'Awans de Lonchin, d'Yve en Blommaert de Soye, die er een landgoed bezaten.

## Demografische ontwikkeling
- Bronnen:NIS, Opm:1831 tot en met 1970=volkstellingen, 1976= inwoneraantal op 31 december

## Kasteel van Soye
Het kasteel bestond al in 1546. De Grand Dauphin logeerde er tijdens het Beleg van Namen in 1692. Na de vernielingen door de Franse legers in het begin van de achttiende eeuw, werd een aanzienlijk kasteel herbouwd. 
De heerlijkheid Soye werd begin zeventiende eeuw ingebracht in de familie d'Yve door het huwelijk van François d'Yve met Anne d'Awans de Lonchin, vrouwe van Soye. Hun zoon, François-Philippe d'Yve, werd baron de Soye, nadat in 1662 de heerlijkheid Soye door de Spaanse koning tot baronie werd verheven, met de bij eerstgeboorte overdraagbare titel van baron. Hij werd datzelfde jaar gedeputeerde van de adel in de Staten van Namen. Zijn zoon Ernest d'Yve was dit eveneens (1683). Drie generaties verder was er Louis Adrien Joseph Ghislain d'Yve (Namen, 26 juli 1784 - Luik, 10 mei 1821), die een zoon was van de laatste baron de Soye, Thomas d'Yve, en van zijn tweede vrouw Marie de Hamal de Focan. Het gezin vluchtte in 1794 naar Oostenrijk en kwam na enkele jaren terug. 
Louis d'Yve was in 1810 getrouwd met de gescheiden Thérèse de Condé, maar er volgde een echtscheiding in 1813. Hij hertrouwde een paar weken later met de 22 jaar oudere Marie-Françoise del Halle (1762-1831). Hij was pas 37 toen hij overleed. Hij werd in de periode 1816 tot aan zijn dood in 1821 niet in de adel bevestigd. Na zijn dood verkreeg zijn weduwe in 1822 de persoonlijke verheffing tot markiezin. Beide huwelijken waren kinderloos gebleven. Dit onrustige huwelijksleven geeft wellicht de verklaring waarom in 1812 het landgoed in Soye werd verkocht.
De aankoper was de rijke, voormalige buskruitfabrikant, Jacques de Blommaert de Soye. Hij en zijn nakomelingen hielden het landgoed gedurende meer dan een eeuw in bezit. Hij onderstreepte zijn eigendomsrecht en zijn adellijke status door vergunning te bekomen om de Soye aan de familienaam toe te voegen. Zijn kleinzoon, baron Emile de Blommaert de Soye (1840-1921), werd burgemeester van Soye.
Naast het kasteel werd een merkwaardige hoeve gebouwd, in de tweede helft van de 17de eeuw, naar schetsen getekend door architect en krijgsheer Vauban.